# Coblença (Alemanya)
Coblença (en alemany, Koblenz) és una ciutat d'Alemanya que pertany a l'estat de Renània-Palatinat. Està situada a la riba esquerra del Rin, al punt on rep les aigües del Mosel·la.
El nom Koblenz probablement deriva del llatí Confluentes.
Fou un dels posts militars establerts per Drus pels voltants de l'any 8 aC. La ciutat celebrà el 2000 aniversari l'any 1992.
El seu emplaçament estratègic fa que sigui el centre comercial del land, és un encreuament de ferrocarrils i compta amb un port fluvial amb un tràfic molt important. La seva indústria és derivada principalment de l'agricultura (vi, pells, aliments, paper); altres són les de maquinària, de pianos i del vidre. És també un centre turístic. És la tercera ciutat més gran de l'estat de Renània-Palatinat després de Magúncia i Ludwigshafen am Rhein i es troba a 92 km al sud-est de Colònia.

## Fills il·lustres
- Peter Joseph Linpaintner (1791-1856) compositor i director d'orquestra.
- Karl Anschütz (1813-1870) compositor i director d'orquestra.
- Max von Laue (1879-1960), físic, Premi Nobel de Física de l'any 1914.